# Gandasuli (Brebes)
Gandasuli is een bestuurslaag in het regentschap Brebes van de provincie Midden-Java, Indonesië. Gandasuli telt 7753 inwoners (volkstelling 2010).